# Forbes China Celebrity 100
Forbes China Celebrity 100 és una llista publicada anualment per la revista Forbes que classifica la influència de les celebritats xineses. Publicat per primera vegada el 2004, és similar al Celebrity 100 publicat també per Forbes. Entre els factors que es tenen en compte per a la inclusió, hi ha els ingressos, resultats en motors de cerca, així com aparicions a diaris, revistes i televisió. El 2016, es va suspendre la llista a causa que Forbes va deixar de publicar-se a la Xina, reprenent operacions un any després.
El 2010, la llista va començar a incloure celebritats xineses nascudes a Hong Kong, Taiwan i altres països o regions. Abans del 2010, només incloïa persones nascudes a la Xina continental.